# Trophée Maurice-Richard (LNAH)
Ne doit pas être confondu avec Trophée Maurice-Richard.
Pour les articles homonymes, voir Maurice Richard (homonymie) et Richard.
Le trophée Maurice-Richard est un trophée de hockey sur glace. Il est remis annuellement depuis la saison 1996-1997 au joueur de la Ligue nord-américaine de hockey qui totalise le plus de buts à l'issue de la saison régulière.
Ce trophée honore la mémoire du célèbre joueur Maurice Richard des Canadiens de Montréal.
En 2017, pour la première fois de son histoire, plusieurs joueurs remportent le trophée : Étienne Archambault, Marco Charpentier et Nicolas Corbeil qui ont tous les trois inscrit 27 buts.

## Récipiendaires du trophée
| Saison    | Vainqueur                                           | Buts |
| --------- | --------------------------------------------------- | ---- |
| 1996-1997 | Denis Paul (Blizzard de Saint-Gabriel)              | 42   |
| 1997-1998 | Mario Bélanger (Blizzard de Saint-Gabriel)          | 45   |
| 1998-1999 | Frédéric Vermette(Garaga de Saint-Georges)          | 33   |
| 1999-2000 | Hugo Bouthillier (Blitz de Granby)                  | 36   |
| 2000-2001 | Michel Mongeau (Mission de Joliette)                | 41   |
| 2001-2002 | Jean Blouin (Garaga de Saint-Georges)               | 42   |
| 2002-2003 | Mathieu Benoît (Dragons de Verdun)                  | 48   |
| 2003-2004 | Dominic Chiasson (Dragons de Verdun)                | 51   |
| 2004-2005 | Wes Goldie (Mission de Sorel-Tracy)                 | 57   |
| 2005-2006 | Dominic Chiasson (Dragons de Verdun)                | 52   |
| 2006-2007 | Michel Picard (Prolab de Thetford-Mines)            | 48   |
| 2007-2008 | Kevin Asselin (Top Design de Saint-Hyacinthe)       | 49   |
| 2008-2009 | Chad Lacasse (CIMT de Rivière-du-Loup)              | 39   |
| 2009-2010 | Jean-François Boutin (Saint-François de Sherbrooke) | 34   |
| 2010-2011 | Kévin Cloutier (Cool FM 103,5 de Saint-Georges)     | 29   |
| 2011-2012 | Francis Charette (Marquis de Saguenay)              | 35   |
| 2012-2013 | Grégory Dupré (HC Carvena de Sorel-Tracy)           | 32   |
| 2013-2014 | Grégory Dupré (HC Carvena de Sorel-Tracy)           | 32   |
| 2014-2015 | Marco Charpentier (HC Carvena de Sorel-Tracy)       | 36   |
| 2015-2016 | Thomas Beauregard (Blizzard de Trois-Rivières)      | 33   |
| 2016-2017 | Étienne Archambault (3L de Rivière-du-Loup)         | 27   |
| 2016-2017 | Marco Charpentier (Éperviers de Sorel-Tracy)        | 27   |
| 2016-2017 | Nicolas Corbeil (Blizzard de Trois-Rivières)        | 27   |
| 2017-2018 | Marc-André Tourigny (Rivière-du-Loup)               |      |
| 2018-2019 | Alexandre Giroux (Assurancia de Thetford)           | 21   |